# Shon Hye-joo
Shon Hye-joo (koreanisch 손희주; * 11. September 1972) ist eine südkoreanische Badmintonspielerin. 

## Karriere
Shon gewann bei der Juniorenweltmeisterschaft 1988 Silber im Damendoppel gefolgt von einem Sieg bei den Canadian Open 1989. 1993 gewann sie die Ostasienspiele, 1998 die nationale Meisterschaft.

## Sportliche Erfolge
| Saison | Veranstaltung                | Disziplin   | Platz | Name                          |
| ------ | ---------------------------- | ----------- | ----- | ----------------------------- |
| 1988   | Juniorenweltmeisterschaft    | Damendoppel | 2     | Bang Soo-hyun / Shon Hye-joo  |
| 1989   | Canadian Open                | Damendoppel | 1     | Jung Eun-hwa / Shon Hye-joo   |
| 1993   | Ostasienspiele               | Damendoppel | 1     | Kim Shin-young / Shon Hye-joo |
| 1995   | Südkoreanische Meisterschaft | Mixed       | 3     | Lee Dong-soo / Shon Hye-joo   |
| 1998   | Südkoreanische Meisterschaft | Damendoppel | 1     | Ra Kyung-min / Shon Hye-joo   |